# Historia de las Cícladas

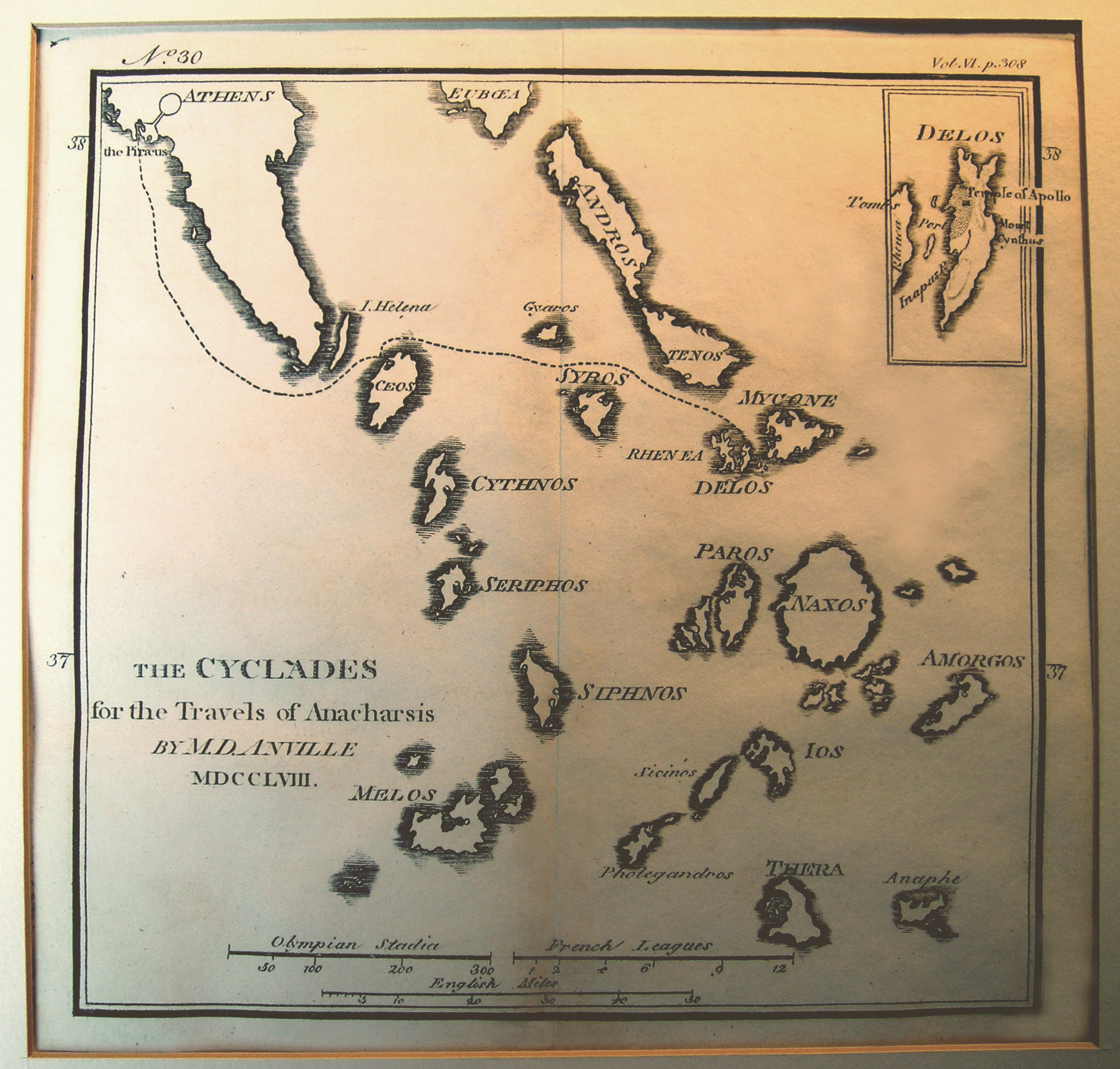
Mapa histórico de las Cícladas, realizada para el libro Los viajes de Anacarsis, el joven

Las Cícladas (en griego: Κυκλάδες Kykládes) son islas griegas situadas en la parte sur del mar Egeo. El archipiélago contiene alrededor de 2200 islas, islotes y rocas, de las cuales solo 33 islas están habitadas. Según los griegos antiguos estas formaban un círculo (κύκλος / kyklos en griego) alrededor de la isla sagrada de Delos, de ahí el nombre del archipiélago. Las islas más conocidas son, de norte a sur y de este a oeste: Andros, Tinos, Miconos, Naxos, Amorgos, Siros, Paros y Antíparos, Ios, Santorini, Ánafe, Ceos, Citnos, Serifos, Sifnos, Folégandros y Síkinos, Milos y Kímolos; a ellos se suman las islas de las Cícladas menores: Iraklia, Shinusa, Kufonisia, Keros y Donusa, así como Makrónisos entre Ceos y el Ática, Giaros, que se encuentra antes de Andros, y Políegos al este de Kímolos y Therasia, antes de Santorini. A veces también se les llamaba por el nombre genérico de Archipiélago.

Las islas se encuentran en una zona situada entre Europa y Asia Menor y el Cercano Oriente, así como entre Europa y África. En la Antigüedad, cuando la navegación se solía realizar con el método de cabotaje por lo que los marineros trataban de no perder de vista la tierra, estas islas desempeñaron un papel preponderante como escala de viajes. Esta situación le trajo fortuna (el comercio fue una de sus principales actividades) y desgracia (debido a que el control de las Cícladas permite el control comercial y estratégico de las rutas en el mar Egeo).

Mapa de las Cícladas

Numerosos autores les consideran como una sola entidad, una unidad. El grupo insular de hecho es bastante homogéneo desde un punto de vista geomorfológico; por otra parte, las islas son visibles entre ellas, además de estar claramente separadas de los continentes que les rodean. También la sequedad del clima y del suelo sugiere la unidad. Algunos autores consideran que, en estas islas, la población es, de todas las regiones de Grecia, la única original, y que no ha sido sometida a mestizajes. Sin embargo; las Cícladas, a menudo, han conocido diferentes destinos.

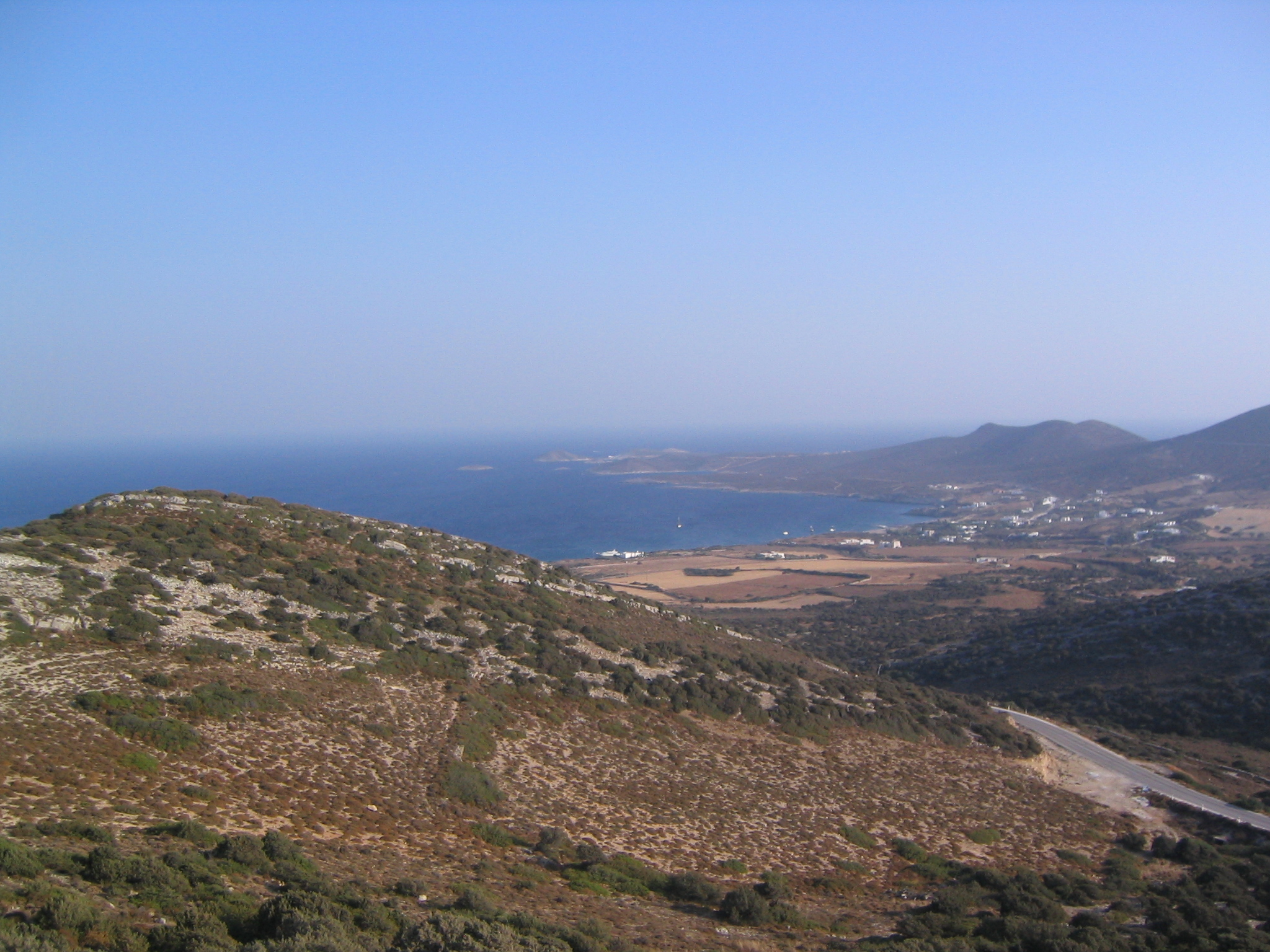
Antiparos, ¿roca seca?

Sus recursos naturales y su potencial papel en el comercio como escala de viajes le han permitido ser poblada desde el Neolítico. Gracias a esto, experimentaron un brillante florecimiento cultural en el 3.er milenio a. C.: la Civilización cicládica. Posteriormente, los minoicos y los micénicos ejercieron su influencia. Las Cícladas alcanzaron un nuevo apogeo durante el período Arcaico (del VIII al siglo VI a. C.) En época clásica, los persas intentaron dominarlas durante sus intentos de conquistar Grecia. Después entraron en la órbita de Atenas con la formación de la liga de Delos. Luego los reinos Helenísticos se disputaron su dominio mientras Delos se convertía en una gran potencia comercial.
Las actividades comerciales siguieron llevándose a cabo durante los Imperios Romano y Bizantino, y fueron suficientemente prósperas como para atraer la atención de los piratas. Los participantes de la Cuarta Cruzada dividieron el Imperio Bizantino y las Cícladas cayeron dentro de la órbita de Venecia. Los señores feudales crearon un cierto número de feudos, de los cuales el Ducado de Naxos fue el más importante. El Ducado fue conquistado por el Imperio Otomano, manteniendo las islas una autonomía administrativa y fiscal. La prosperidad económica continuó a pesar de los piratas. El archipiélago tuvo una actitud ambigua durante la Guerra de independencia de Grecia. Desde que se adhirieron a Grecia en la década de 1830, las Cícladas han compartido la historia de ese país. El primer periodo con ellos fue un período de prosperidad comercial, debido a su posición geográfica, antes de que se abrieran nuevas rutas comerciales y los medios de transporte cambiaran. Después de sufrir un éxodo rural, comenzó la afluencia de turistas, que aportaron una nueva prosperidad a las islas. Sin embargo, el turismo no es el único recurso que poseen la Cícladas ya que se mantienen la agricultura de subsistencia, el pastoreo extensivo y la pesca.

## Prehistoria

### Neolítico

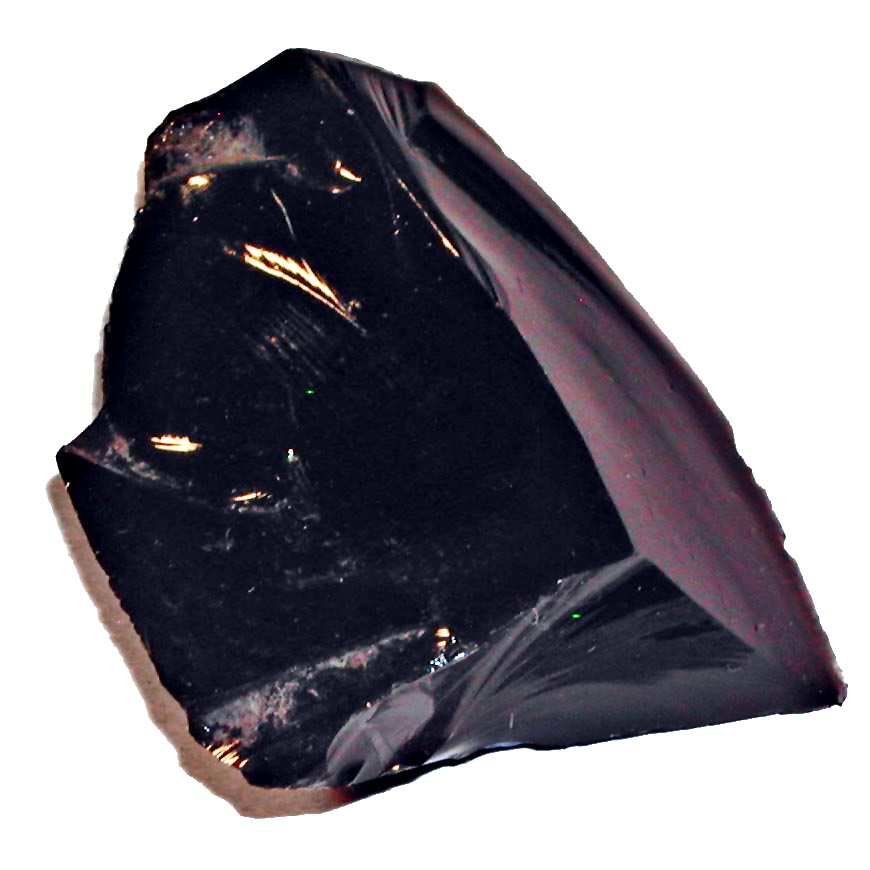
Un bloque de obsidiana.

Los más antiguos vestigios de actividad (pero no necesariamente de ocupación) en las Cícladas no fueron descubiertos en las propias islas, sino en el continente, en la Argólida, en la cueva Franchthi. La investigación descubrió, en una capa que data del 11 milenio a. C., restos de obsidiana procedentes de Milos. Por tanto esa isla volcánica fue explotada y quizá habitada, aunque no necesariamente de forma permanente. Sus habitantes fueron capaces de navegar y comerciar a través de una distancia de al menos 150 km.
Un asentamiento permanente en las islas solo podría ser establecido por una población sedentaria que dispusiera de agricultura y ganadería, lo que le haría aprovechar las pocas llanuras fértiles. Debido a su geografía, los cazadores-recolectores habrían tenido mayores dificultades. En el sitio de Maroula, en Citnos, fue hallado un fragmento de hueso que ha sido fechado, mediante Carbono-14, entre 7500 y 6500 a. C. Los más antiguos lugares habitados se encontraban en el islote de Sáliagos, entre Paros y Antíparos, Kefala en Ceos, y quizás el más antiguo de los estratos de Grotta en Naxos. Estos se remontan al quinto milenio a. C..
En Sáliagos (que en ese momento estaba unida a sus dos vecinas, Paros y Antíparos), se hallaron casas de piedra sin mortero, así como estatuillas. Los hallazgos de las excavaciones de la necrópolis de Kefala permiten estimar el número de habitantes entre cuarenta y cinco y ochenta. El estudios de los esqueletos ha revelado deformidades óseas, especialmente en las vértebras. Estas se han atribuido a enfermedades artríticas, que afligen a las sociedades sedentarias. La osteoporosis, otro signo de un estilo de vida sedentario, está presente, pero de manera menos habitual que en el continente durante el mismo período. La esperanza de vida se ha estimado en torno a veinte años, con un máximo de veintiocho a treinta y cinco. Las mujeres tendían a vivir menos que los hombres.

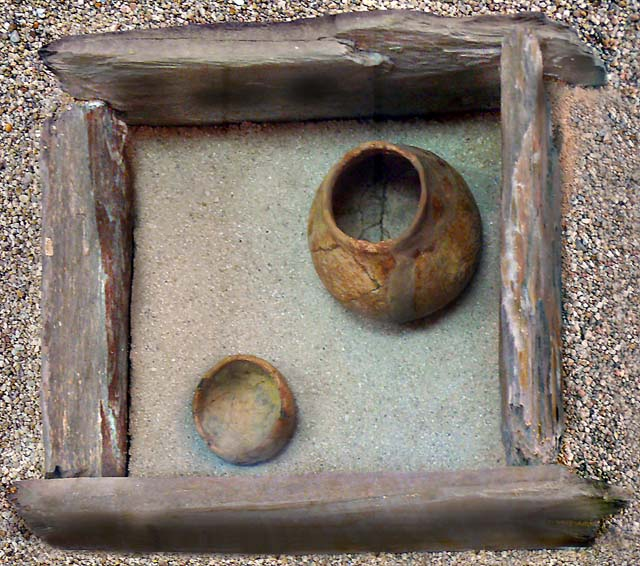
La reconstrucción de una tumba en cista.

Parece haber existido una división sexual del trabajo. Las tareas de las mujeres incluían ocuparse de los niños, de la cosecha, algunos trabajos agrícolas, la cría de animales, el hilado (se han encontrado torteras en tumbas de mujeres), la cestería y la alfarería. Los varones se ocupaban de las tareas más rudas como los trabajos agrícolas más pesados, la caza, la pesca, y trabajar materiales como la piedra, el hueso, la madera y el metal. Esta división sexual del trabajo llevó a una diferenciación social: las tumbas más ricas, en cista, son las que pertenecen a varones. La cerámica se realizaba sin torno, modelada a mano; se decoraba utilizando pinceles, mientras que las incisiones las hacían con las uñas de las manos. Los vasos fueron cocidos en hoyos o muelas, es decir, sin usar hornos. Por eso se llegaba a bajas temperaturas, de 700-800 °C. En Naxos se han hallado pequeños objetos de metal. La explotación de minas de plata en Sifnos puede fecharse en este período.

### La civilización cicládica

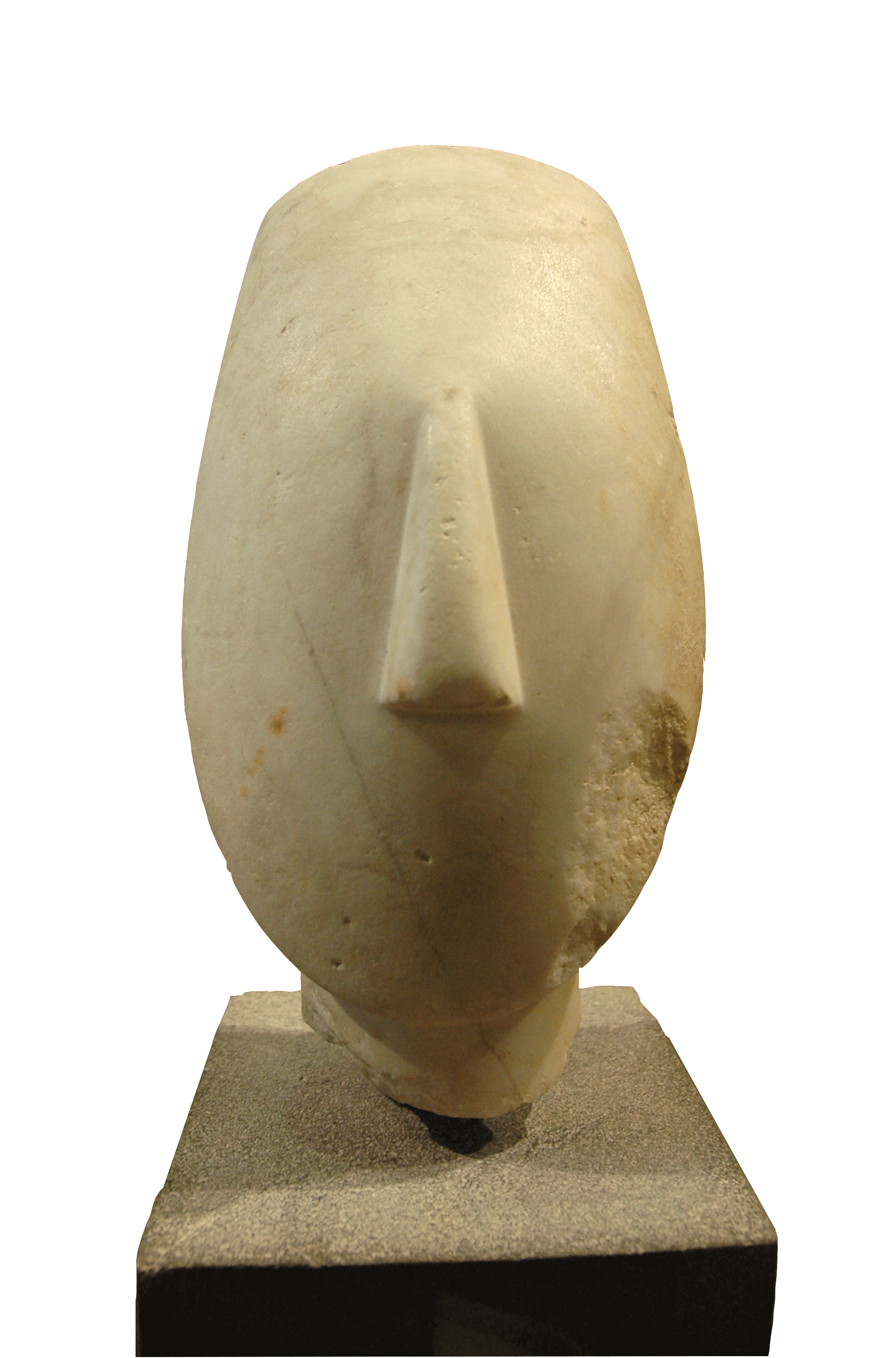
Cabeza de una figura femenina perteneciente a la cultura Keros-Siros, periodo Cicládico Temprano II (2700-2300 a. C.) Museo del Luvre.

A finales del siglo XIX, el arqueólogo griego Christos Tsountas sugirió que en las Cícladas se desarrolló una particular cultura durante el 3.er milenio a. C. que denominó Civilización cicládica. Es famosa por sus ídolos de mármol, que se han encontrado incluso en lugares tan alejados como Portugal o la desembocadura del Danubio, lo que demuestra su dinamismo.
Esta cultura es anterior a la civilización minoica que se desarrolló en Creta. En sus inicios, la civilización minoica fue influenciada por la cicládica: Creta importaba Estatuillas cicládicas y los artesanos locales imitaron las técnicas cicládicas; los hallazgos arqueológicos que apoyan esta idea han sido encontrados en Agia Fotiá, Cnosos y Arjanes. Del mismo modo, en las excavaciones de la necrópolis de Agios Kosmas en el Ática se han descubierto objetos que demuestra una fuerte influencia de las Cícladas, debido a que un alto porcentaje de su población era de las islas Cícladas, o quizá a una colonia procedente de las islas.
Tradicionalmente la civilización cicládica se divide en tres grandes períodos:
- Periodo Cicládico Temprano I (EC I; 3300-2800 a. C.), en el que se desarrolló la cultura Grotta-Pelos.
- Periodo Cicládico Temprano II (EC II; 2800-2300 a. C.), ocupado en gran medida por la cultura Keros-Siros, que a menudo se considera el apogeo de la civilización de las Cícladas.
- Periodo Cicládico Temprano III (EC III; 2300-2100 a. C.), que incluyó la cultura Filakopí I

El estudio de los esqueletos encontrados en las tumbas, siempre en cistas, muestra una evolución desde el Neolítico. La osteoporosis se volvió menos frecuente aunque las enfermedades artríticas seguían estando presentes. Por lo tanto, la dieta mejoró, y con ello la esperanza de vida progresó: los hombres vivían hasta los cuarenta o cuarenta y cinco años, pero las mujeres solo llegaban a los treinta. La división sexual del trabajo seguía siendo la misma que se identificó para el Neolítico: las mujeres se ocupaban de pequeñas tareas domésticas y agrícolas, mientras que los hombres se encargaban de las tareas más rudas y la artesanía. Su agricultura, como en otros lugares de la cuenca mediterránea, se basaba en el grano (principalmente la cebada, que necesita menos agua que el trigo), vides y olivos. La cría de animales se realizaba con cabras y ovejas, así como cerdos, pero muy pocos bovinos, debido a que su crianza estaba poco desarrollada en las islas. La pesca complementaba su dieta; aprovechaban la migración regular del atún. En esta época la madera era más abundante que la que tienen ahora las islas, lo cual permitió lo construcción de armazones para las casas y barcos.
Los habitantes de estas islas vivían principalmente cerca de la costa, lo cual los hizo notables marineros y comerciantes. Parece que, en esta época, las Cícladas exportaban más mercancías que las que se importaban, una circunstancia inusual en el resto de su historia. La cerámica encontrada en varias de las Cícladas (Filacopí en Milos, Agia Irini en Ceos y Akrotiri en Santorini) ha demostrado la existencia de rutas comerciales que fueron desde Grecia continental a Creta, pasando a través de las islas Cícladas Occidentales, rutas que duraron hasta el Periodo Cicládico Tardío. Las excavaciones realizadas en estos tres sitios han descubierto jarrones producidos en el continente o en Creta e importados por las islas.
Se sabe que hubo artesanos especializados: fundidores, herreros, ceramistas y escultores, pero es imposible afirmar si vivían de su trabajo. La obsidiana de Milos era el material predominante para la producción de herramientas, incluso después del desarrollo de la metalurgia, puesto que era menos costoso. Se han encontrado herramientas hechas de una aleación primitiva de bronce, una aleación de cobre y arsénico. El cobre provenía de Citnos y ya contenía un alto volumen de arsénico. El estaño, de procedencia no determinada, fue introducido más tardíamente en las islas, después del final de la Civilización cicládica. La más antigua pieza de bronce que contiene estaño fue hallada en Kastrí en Siros (data de la época de la cultura Filacopí I) y su composición demuestra que vino de Tróade, bien como materia prima o bien en forma de productos terminados. Por lo tanto, se deduce la existencia del intercambio comercial entre la Tróade y las Cícladas.
Esas herramientas solían utilizarse para trabajar el mármol, que sobre todo procedía de Naxos y Paros, ya sea para modelar los famosos ídolos, o para hacer jarrones de mármol. Parece que el mármol no era entonces, como hoy, extraído de las minas, sino que era obtenido de canteras en grandes cantidades. El esmeril de Naxos era el material utilizado para el pulido. Finalmente, la piedra pómez de Santorini les permitía obtener un acabado perfecto.
Los pigmentos que se pueden encontrar en algunas estatuillas, así como en las tumbas, eran también originarios de las islas. Usaron la azurita para obtener el azul y el mineral de hierro para obtener el rojo.
Finalmente, los habitantes abandonaron la costa y se trasladaron a zonas interiores, dentro de recintos fortificados que tenían torres en las esquinas. Se considera que estas medidas muestran el momento en el que la piratería podría haber hecho su aparición en el archipiélago.

### Minoicos y micénicos

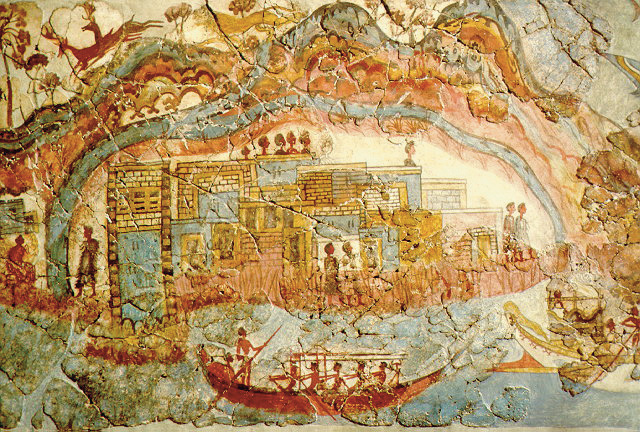
Procesión de barcos en un fresco de Akrotiri (Santorini) muestra también un asentamiento cicládico durante el segundo milenio a. C.

Los cretenses ocuparon las Cícladas durante el 2.º milenio a. C.; luego los micénicos desde el 1450 a. C. y los dorios desde el 1100 a. C.. Las islas, debido a su tamaño relativamente pequeño, no podrían luchar contra poderes muy centralizados.
Fuentes literarias de la Antigüedad
Tucídides escribió que Minos expulsó del archipiélago a sus primeros habitantes, los carios, cuyas tumbas eran numerosas en Delos. Heródoto detalla que los carios, que tenía relación con los Léleges, llegaron desde el continente. Ellos no pagaban ningún tributo, y cuando lo pedía Minos, tripulaban y armaban sus navíos.
Según Heródoto, los carios fueron los mejores guerreros de su tiempo y enseñaron a los griegos a colocar plumas en sus cascos, representar una insignia en sus escudos y usar correas para sostener estos.
Más tarde, los dorios expulsaron a los carios de las Cícladas; posteriormente llegaron los jonios, que convirtieron la isla de Delos en un gran centro religioso.
Influencia cretense

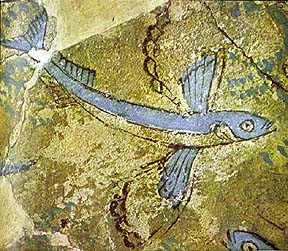
Fresco minoico en Filakopí en Milos

Se conocen 15 asentamientos del Cicládico Medio (2000-1600 a. C.) Los tres que mejor han sido estudiados son Agia Irini (IV y V) en Ceos, Parikiá en Paros y Filakopí (II) en Milos. La ausencia de una ruptura real (a pesar de un estrato de ruinas) entre Filakopí I y Filakopí II sugiere que la transición entre los dos periodos no fue brutal. La prueba principal de la evolución hacia una siguiente etapa es la desaparición de ídolos cicládicos de las tumbas; en contraste, el entierro en cistas cambio poco desde el Neolítico.
Las Cícladas sufrieron una diferenciación cultural. Un grupo en el norte, en torno a Ceos y Siros, tendió a acercarse culturalmente al Noreste del Egeo, mientras que las Cícladas del Sur parecen haberse acercado de la civilización cretense. Aunque sea necesario matizar la tradición antigua que habla de un imperio marítimo minoico, es innegable que Creta terminó ejerciendo influencia sobre todo el Egeo. Esto comenzó a sentirse más fuertemente a inicios del periodo cicládido tardío, o el minoico tardío (a partir de 1700/1600 a. C.) Especialmente se ve influencia de Cnosos y Cidonia. Durante el periodo minoico tardío, se registran contactos importantes en Ceos, Milos y Santorini. Se ha encontrado cerámica y elementos arquitectónicos minoicos (polythyron, tragaluz, y frescos) así como signos de escritura en lineal A. Los fragmentos encontrados en las otras Cícladas parecen haber llegado allí indirectamente desde estas tres islas. Es difícil determinar la naturaleza de la presencia minoica en las Cícladas: colonias, protectorado o emporios. Durante un tiempo se propuso que los grandes edificios de Akrotiri en Santorini (la Casa Oeste) o en Filakopí podrían ser los palacios de los gobernadores extranjeros, pero no hay pruebas formales que puedan respaldar esta hipótesis. Del mismo modo, existen muy pocas pruebas arqueológicas de un distrito exclusivamente cretense, como sería típico para una colonia. Parece que Creta defendió sus intereses en la región a través de agentes que podrían desempeñar un papel político más o menos importante. De esta manera la civilización minoica protegía sus rutas comerciales Esto también explicaría que la influencia cretense fue más fuerte en tres islas: Ceos, Milos y Santorini. Las Cícladas eran una zona comercial muy activa, y el eje occidental formado por estas tres islas era de suma importancia. Ceos era la primera parada debido a que era cercana al continente, siendo también cercana a las minas de Laurion; Milos redistribuía al resto del archipiélago y siguió siendo la principal fuente de obsidiana; y Santorini jugó para Creta el mismo papel que Ceos hizo para el Ática.
La gran mayoría del bronce continuaba siendo fabricado con arsénico; el uso de estaño avanzaba muy lentamente en las Cícladas, comenzando en el noreste del archipiélago.

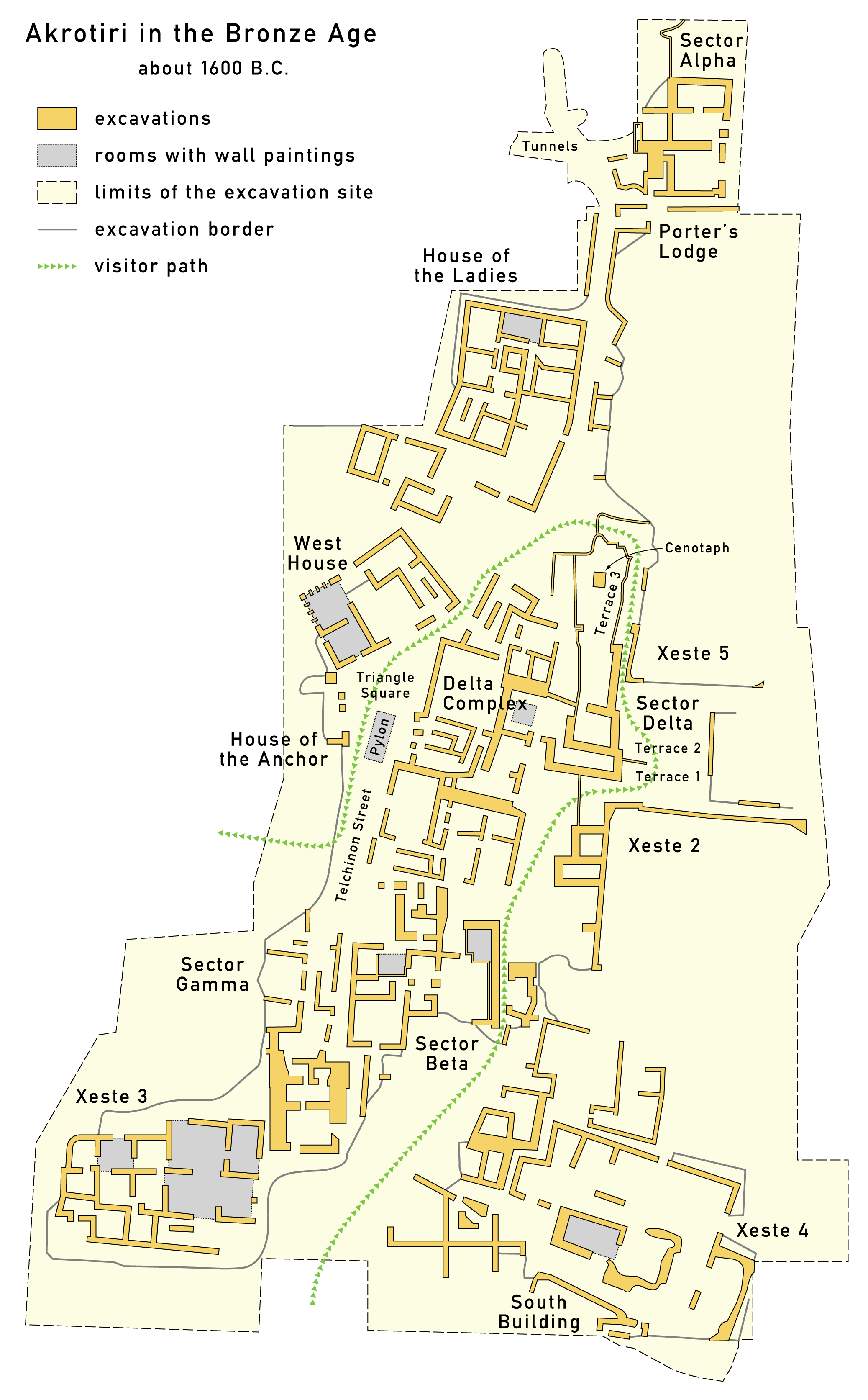
Mapa de Akrotiri.

Los asentamientos eran pequeñas aldeas de marineros y campesinos, a menudo fuertemente fortificadas. Las casas eran rectangulares, de una a tres habitaciones; estaban unidas entre sí, su tamaño era modesto y poseían, a veces, un piso superior. Estaban organizadas en bloques separados por pequeñas calles pavimentadas. No hubo palacios como los que se han encontrado en Creta o en el continente. Tampoco se han encontrado «Tumbas reales» en las islas. Aunque más o menos mantuvieron su independencia política y comercial, parece que desde una perspectiva religiosa, la influencia cretense era fuerte. Objetos de culto (ritones zoomorfos, mesas de libación, etc.), elementos religiosos tales como piscinas lustrales y los temas de los frescos son similares en Santorini o Filakopí y en los palacios cretenses.
La erupción en Santorini (entre el periodo Minoico tardío IA y el Minoico tardío IB) enterró y preservó una ciudad: Akrotiri. Las excavaciones que han tenido lugar desde 1967 han descubierto un área edificada que cubre una hectárea, sin contar el muro defensivo. El plano de la ciudad estaba formado por una red más o menos ortogonal de calles pavimentadas equipadas con canales de drenaje. Los edificios tenían de dos a tres pisos y carecían de tragaluces y patios; las aberturas en la calle les proveían siempre de aire y luz. La planta baja contenía la escalera y habitaciones que servían de tiendas o talleres; las habitaciones en la planta siguiente, un poco más grandes, tenían un pilar central y estaban decoradas con frescos. Las casas tenían tejados con terrazas colocados sobre vigas que no eran perpendiculares. Estaban cubiertas con una capa vegetal (algas marinas u hojas) y luego varias capas de arcilla, práctica que continúa en las sociedades tradicionales hasta nuestros días.
Desde el comienzo de las excavaciones en 1967, el arqueólogo griego Spyridon Marinatos señaló que la ciudad había sufrido una primera destrucción, debido a un terremoto, antes de la erupción, ya que algunos de los objetos enterrados eran ruinas, mientras que un volcán solo puede haberlos dejado intactos. Casi al mismo tiempo, el sitio de Agia Irini en Ceos también fue destruido por un terremoto. Una cosa es cierta: después de la erupción, las importaciones minoicas dejaron de entrar en Agia Irini (VIII), para ser reemplazadas por importaciones micénicas.
Cicládico tardío: Dominación micénica

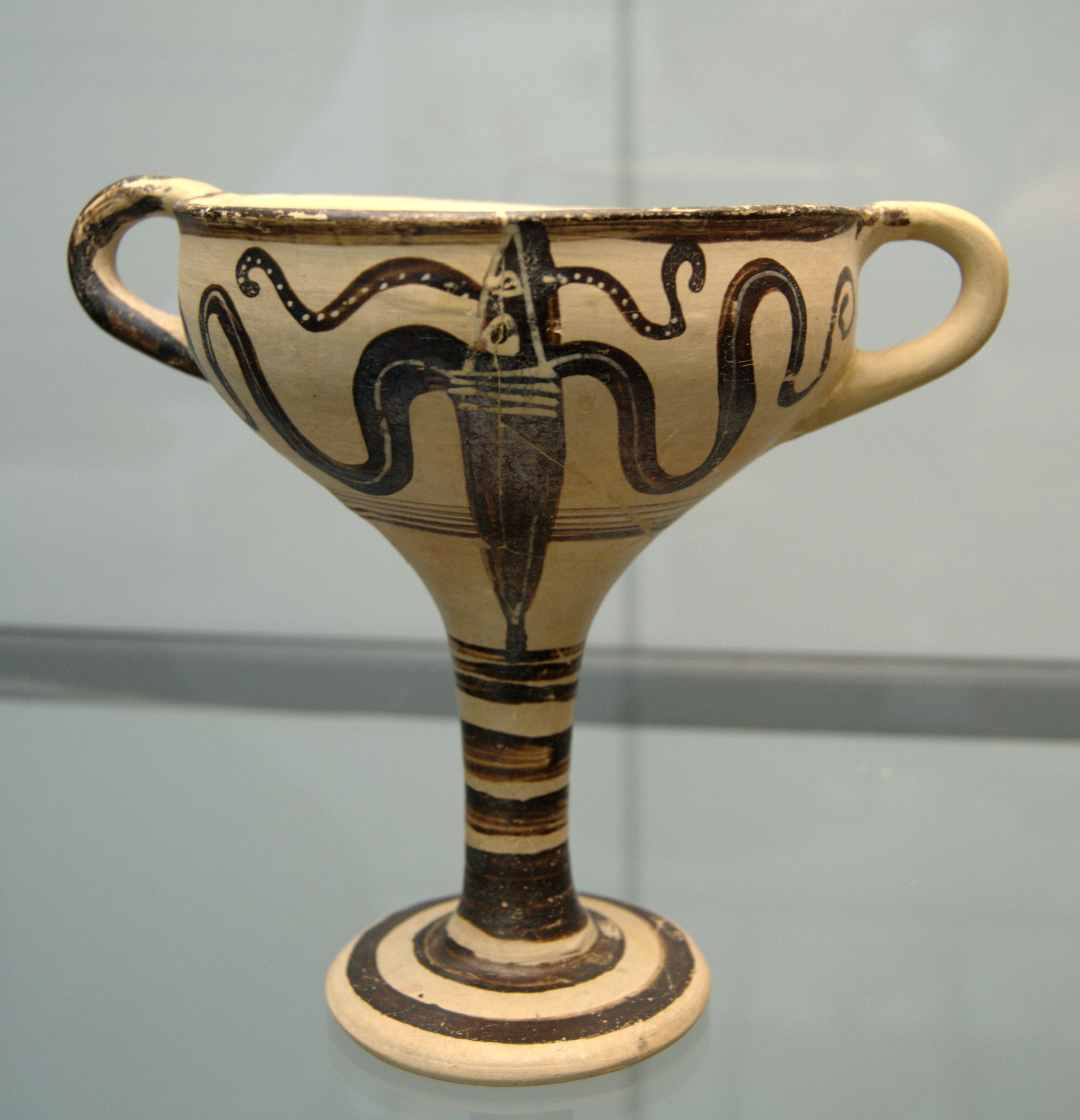
Vaso micénico decorado con un cefalópodo.

Entre mediados del siglo XV y mediados del siglo XI a. C., las relaciones entre las Cícladas y el continente pasaron por tres fases. Hasta c.1250 a. C. (finales de Heládico III A-B1 o principios del Periodo Cicládico Tardío), la influencia micénica solo se sentía en Delos, en Agia Irini (en Ceos), en Filakopí (en Milos) y tal vez en Grotta (en Naxos). Algunos edificios recuerdan a los palacios continentales, aunque no hay pruebas concluyentes de que estos palacios procedan del continente, pero se han encontrado elementos típicamente micénicos en los santuarios religiosos. Durante el periodo en el cual los reinos continentales sufrieron destrucción (Heládico Tardío III B), las relaciones se enfriaron, llegando a detenerse (como indica la desaparición de objetos micénicos en su estrato correspondiente en las islas). Además, algunas islas construyeron fortificaciones o mejoraron sus defensas (como Filakopí, pero también Agios Andreas en Sifnos y Kukunaries en Paros). Las relaciones se reanudaron durante el Heládico Tardío III C. A la importación de objetos (tarros con asas decoradas con cefalópodos) se suma también el movimiento de pueblos con migraciones procedentes del continente. Un tholos, característica tumba micénica continental, se ha encontrado en Mikonos. Las Cícladas fueron ocupadas continuamente hasta que la civilización micénica comenzó a declinar.

## Periodos geométrico, arcaico y clásico

### Llegada de los jonios

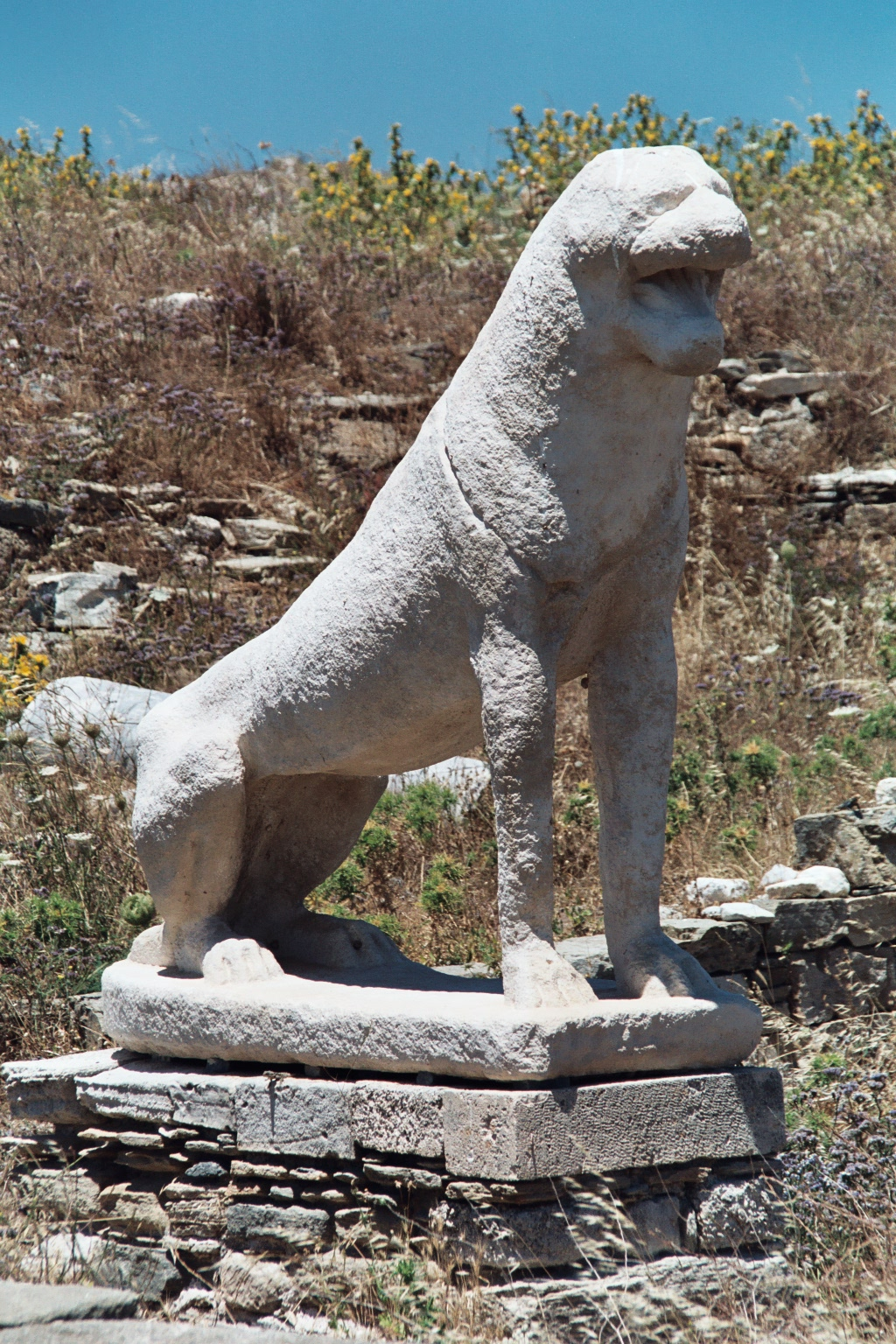
El León de Naxos en Delos.

Los jonios vinieron del continente alrededor del siglo X a. C. y establecieron el gran santuario religioso de Delos alrededor de tres siglos más tarde. El himno homérico a Apolo (la primera parte de la cual puede fechar al siglo VII a. C.) alude a panegíricos jónicos (que incluyen competiciones atléticas, canciones y bailes). Las excavaciones arqueológicas han demostrado que el centro religioso fue construido sobre las ruinas de un asentamiento que estuvo ocupado en el Periodo Cicládico Medio.
Fue entre los siglos XII y VIII a. C. cuando se construyeron las primeras ciudades en las Cícladas, incluyendo cuatro en Ceos (Yulis, Coresia, Peesa y Cartea) y Zagora en Andros, cuyas casas estaban rodeadas por una muralla fechada por los arqueólogos en el 850 a. C. Las piezas de cerámica indican la diversidad de la producción local, y por lo tanto las diferencias entre las islas. Parece que Naxos, el islote de Donusa y sobre todo Andros tenían lazos con Eubea, mientras que Milos y Santorini estaban en la esfera dórica de influencia.
Zagora, uno de los asentamientos urbanos más importantes de la época que ha sido posible estudiar, revela que el tipo de edificios tradicionales que se encuentran allí evolucionó poco entre el siglo IX a. C. y el siglo XIX d. C. Las casas tenían techos planos hechos de losas de esquisto cubiertas de arcilla y esquinas truncadas diseñadas para permitir que las bestias de carga pasaran más fácilmente.

### Un nuevo apogeo
Desde el siglo VIII a. C., las Cícladas experimentaron un auge vinculado en gran parte a sus riquezas naturales (obsidiana de Milos y Sifnos, plata de Siros, piedra pómez de Santorini y mármol, principalmente de Paros). Esta prosperidad también puede ser vista por la relativamente escasa participación de las islas en los movimientos migratorios de la colonización griega, con excepción de la colonia de Santorini: Cirene. Las ciudades de las Cícladas mostraron su prosperidad a través de ofrendas a los grandes santuarios: el tesoro de Sifnos, la esfinge de Naxos en Delfos o los leones ofrecidos por Naxos a Delos.

### Época Clásica
La riqueza de las ciudades de las islas Cícladas atrajo el interés de sus vecinos. Poco después de que el tesoro de Sifnos en Delfos fuera construido, los samios saquearon la isla en el 524 a. C. A finales del siglo VI a. C., Lígdamis, tirano de Naxos, gobernó algunas de las otras islas por un tiempo.
Los persas intentaron tomar las Cícladas hacia finales del siglo V a. C. Aristágoras, sobrino de Histieo, tirano de Mileto, dirigió una expedición junto a Artafernes, sátrapa de Lidia, contra de Naxos. Esperaba poder controlar todo el archipiélago después de tomar esta isla. En el trayecto, Aristágoras discutió con el almirante Megabates, que le traicionó informando a Naxos sobre la flota enemiga. Los persas renunciaron temporalmente a sus intentos de subyugar a las Cícladas, debido a la revuelta Jónica.

#### Durante las guerras médicas
Cuando Darío invadió Grecia, ordenó a Datis y a Artafernes tomar las Cícladas. Saquearon Naxos, Delos se salvó, por razones religiosas, mientras que Sifnos, Serifos y Milos prefirieron rendirse. Así, las islas pasaron a ser controladas por Persia. Después de la Batalla de Maratón, Milcíades intentó reconquistar el archipiélago, pero fracasó en Paros. Los isleños proveyeron a la flota persa con sesenta y siete barcos, pero en la víspera de la Batalla de Salamina, seis o siete de los barcos procedentes de las Cícladas (de Naxos, Ceos, Citnos, Serifos, Sifnos y Milos) se pasaron al lado griego. Así, las islas se ganaron el derecho a aparecer en el trípode consagrado en Delfos.
Temístocles, a la vez que persiguió a la flota persa en todo el archipiélago, también buscaba castigar a las islas más comprometidas con la causa persa, lo que fue el preludio de la dominación ateniense.
En 479 a. C., algunas de las ciudades de las Cícladas (Ceos, Milos, Tinos, Naxos y Citnos) estuvieron presentes, junto a los demás griegos, en la batalla de Platea, como atestigua el pedestal de la estatua consagrada a Zeus en Olimpia, descrita por Pausanias.

#### Liga de Delos y Segunda Liga ateniense
Cuando el peligro persa se alejó de la Grecia continental y se restringió a las islas y a Jonia (Asia Menor), las Cícladas entraron en una alianza que buscaba vengar a Grecia y a pagar los daños y perjuicios causados por los persas. Esta alianza fue organizada por Atenas y es comúnmente conocida como la Liga de Delos. A partir de 478-477 a. C. las ciudades de la liga debían aportar buques (por ejemplo Naxos) o, sobre todo, enviar un tributo de plata. La cantidad de dinero que se debía recaudar se fijó en cuatrocientos talentos, que fueron depositados en el santuario de Apolo en la isla sagrada de Delos.
Con bastante rapidez, Atenas comenzó a comportarse de un modo autoritario hacia sus aliados, antes de someterlos a su dominio total. Naxos se rebeló en el 469 a. C. y, después de un asedio, se convirtió en la primera ciudad de la liga en ser subyugada por Atenas. El tesoro fue trasladado de Delos a la Acrópolis de Atenas hacia al año 454 a. C. Desde entonces las Cícladas estuvieron incluidas en el "distrito" de las islas (junto con Imbros, Lesbos y Esciros) A Naxos ya no se le permitió contribuir con naves, sino solo con cantidades de plata. Estas cantidades eran establecidas por la Asamblea Ateniense. El tributo no era una carga demasiado pesada, excepto después de una revuelta, cuando fue mayor, como castigo. Al parecer, la dominación ateniense a veces tomaba la forma de cleruquías (por ejemplo, en Naxos y Andros).
Al comienzo de la guerra del Peloponeso, todas las Cícladas, excepto Milos y Santorini estaban sometidas a Atenas. Así, Tucídides escribe que soldados de Ceos, Andros y Tinos participaron en la expedición a Sicilia y que estas islas eran "tributarias".
Las Cícladas pagaron tributo hasta el año 404 a. C. Después, experimentaron un relativo período de autonomía antes de entrar en la Segunda Liga ateniense y pasar a control de Atenas una vez más.
Según cuenta Quinto Curcio Rufo, después (o al mismo tiempo) de la Batalla de Issos, un contraataque persa liderado por Farnabazo III habría ocupado Andros y Sifnos.

## Época helenística

### Un archipiélago en disputa (periodo de los reinos helenísticos)

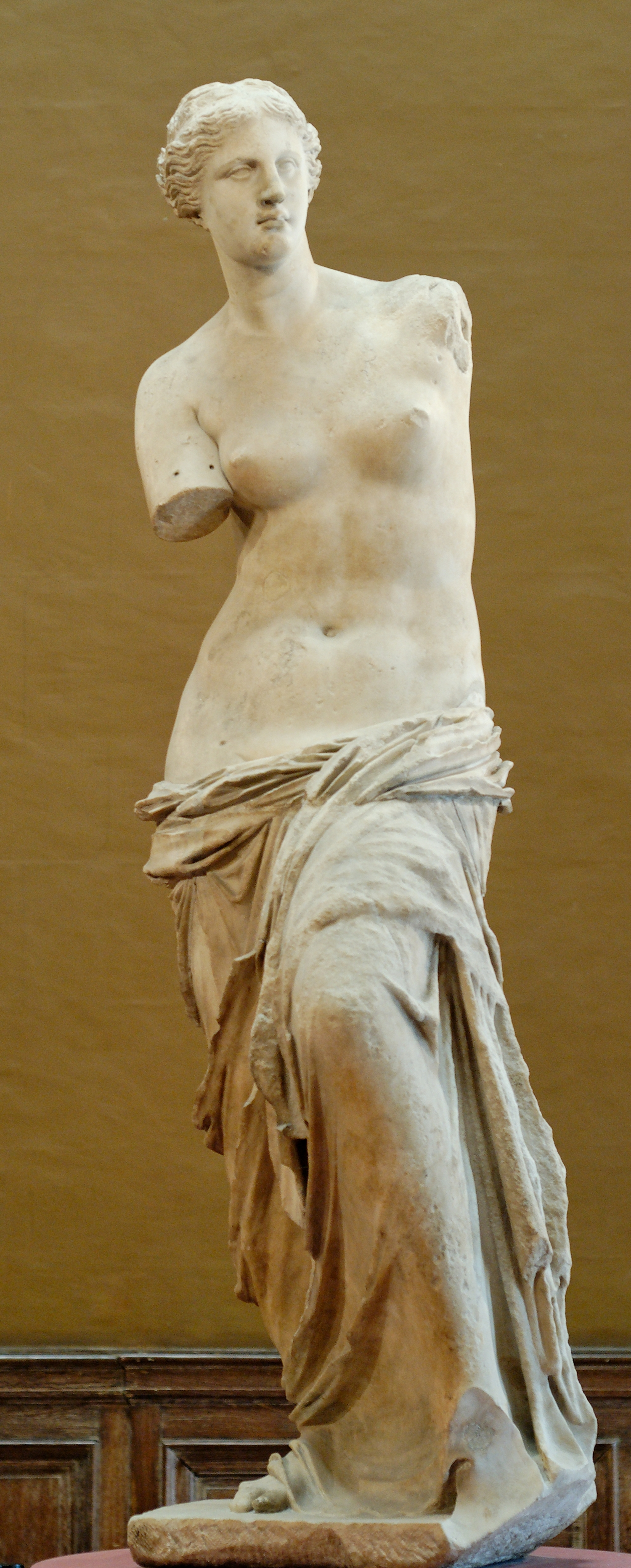
La Venus de Milo, una de las esculturas helenísticas más famosas, señal del dinamismo de las Cícladas durante ese periodo.

Según Demóstenes y Diodoro Sículo, el tirano tesalio Alejandro de Feras envió expediciones de piratas a las Cícladas en torno al 362-360 a. C. Sus naves parecen haber llegado a varias islas, entre ellas Tinos, y obtuvo un gran número de esclavos. Las Cícladas se rebelaron durante la tercera guerra sagrada (357-355 a. C.) e intervino Filipo II de Macedonia contra la Fócida, que tenía una alianza con Feras. Así, las Cícladas empezaron a entrar en la órbita de Macedonia.
En su lucha por la influencia, los líderes de los reinos helenísticos a menudo proclamaban su deseo de mantener la "libertad" de las ciudades griegas, cuando en realidad buscaban controlarlas y muchas veces las ocupaban con guarniciones.
Así, en el año 314 a. C., Antígono I Monóftalmos creó la Liga Nesiótica alrededor de Tinos y sus famosos santuarios de Poseidón y Anfitrite, menos afectados por la política que el santuario de Apolo en Delos. Alrededor de 308 a. C., la flota egipcia de Ptolomeo I Soter navegaba por el archipiélago durante una expedición al Peloponeso y "liberaron" Andros. La Liga Nesiótica poco a poco se elevó al nivel de un estado federal, al servicio los antigónidas, y Demetrio confió en ella para sus campañas navales.
Las islas luego pasaron a dominio ptolemaico. Durante la Guerra de Cremónides, se establecieron guarniciones de mercenarios en algunas islas, entre ellas las de Santorini, Andros y Ceos. Pero, derrotados en la Batalla de Andros, en algún momento entre 258 y 245 a. C., los Ptolomeos las cedieron a la Macedonia gobernada por Antígono II Gónatas. Sin embargo, debido a la revuelta de Alejandro, hijo del historiador Crátero, los macedonios no fueron capaces de ejercer el control completo sobre el archipiélago, que entró en un período de inestabilidad. Antígono III Dosón puso las islas bajo control macedónico cuando atacó Caria o cuando destruyó las fuerzas espartanas en Selasia en 222 a. C. Demetrio de Faros asoló el archipiélago y fue expulsado del archipiélago por los rodios.
Filipo V de Macedonia, después de la segunda guerra púnica, dirigió su atención a las Cícladas, y ordenó al pirata etolio Dicearco arrasarlas antes de tomar su control e instalar guarniciones en Andros, Paros y Citnos.
Después de la batalla de Cinoscéfalas, las islas pasaron a Rodas y, a continuación, a los romanos. Rodas daría un nuevo impulso a la Liga Nesiótica.

### Sociedad helenística
En su trabajo sobre Tinos, Roland Étienne evoca una sociedad dominada por una "aristocracia" agraria y patriarcal marcada por la endogamia. Las familias tenían muchos hijos y conseguían una parte de sus recursos a partir de la explotación económica de la tierra (ventas, alquileres, etc.) Este "mercado inmobiliario" fue dinámico debido al número de herederos y a la división del patrimonio en el momento en que se heredaba. Solo la compra y venta de tierras podía ayudar a acumular un patrimonio coherente. Parte de estos recursos financieros también podían invertirse en actividades comerciales.
Esta endogamia podía tener lugar al nivel de la clase social, pero también al nivel del conjunto de los ciudadanos. Se sabe que los habitantes de Delos, aunque vivían en una ciudad con numerosos extranjeros —que a veces superaban en número a los ciudadanos— practicaron la endogamia cívica a lo largo de todo el período helenístico. Aunque no es posible decir si este fenómeno ocurrió sistemáticamente en todas las Cícladas, Delos es un ejemplo de cómo la sociedad puede haber funcionado en las otras islas. De hecho, los movimientos de población fueron mayores en el período helenístico que en épocas anteriores: de los 128 soldados acuartelados en la guarnición en Santorini por los Ptolomeos, la gran mayoría procedía de Asia Menor; a finales del siglo I a. C., Milos tenía una gran población judía. Fue objeto de debate la cuestión de si el estatus de ciudadano debería mantenerse.
La época helenística dejó un legado importante en algunas de las Cícladas: abundantes torres en Amorgos; en Sifnos, —donde se contaron 56 torres en 1991—; y en Ceos —donde 27 torres fueron identificadas en 1956. No podían haber sido todas torres de observación, como a menudo se cree. Se consideraba que el gran número de torres en Sifnos estaba asociado con la riqueza de minerales de la isla, pero tal riqueza no existe en Ceos o Amorgos, puesto que estas islas tenían otros recursos, tales como los productos agrícolas. Por lo tanto las torres parecen haber reflejado la prosperidad de las islas durante el periodo helenístico.

### El poder comercial de Delos

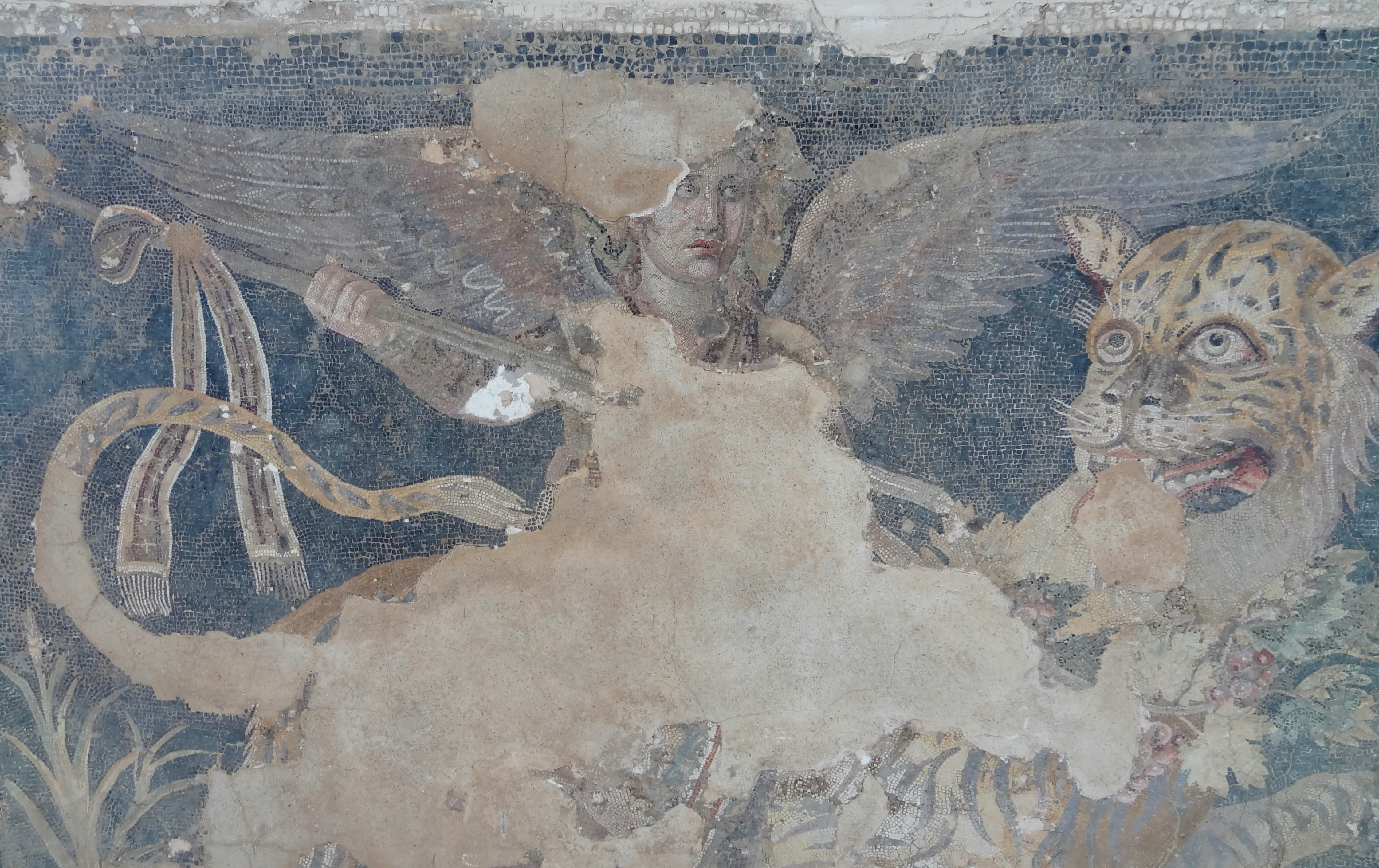
Un mosaico griego helenístico que representa al dios Dioniso como un demon alado montado en un tigre, en la Casa de Dioniso en Delos, Grecia, a finales del, Museo Arqueológico de Delos.

Cuando Atenas la controlaba, Delos era únicamente un santuario religioso. El comercio local existía y el "banco de Apolo" aprobaba préstamos, principalmente a las ciudades de las Cícladas. En 314 a. C., la isla obtuvo su independencia, aunque sus instituciones eran una copia de las atenienses. Su membresía en la Liga Nesiótica la colocó en la órbita de los Ptolomeos hasta el 245 a. C. La actividad bancaria y comercial (almacenes de trigo y esclavos) se desarrolló rápidamente. En el 167 a. C., Delos se convirtió en un puerto libre y pasó nuevamente a control ateniense. La isla experimentó entonces una verdadera explosión comercial, especialmente después de 146 a. C., cuando los romanos, los protectores de Delos, destruyeron uno de sus grandes rivales comerciales, Corinto. Muchos comerciantes extranjeros de todo el Mediterráneo establecieron allí sus negocios, como indica la «terraza de dioses extranjeros» de Delos. Además, la existencia de una sinagoga está atestiguada en Delos a mediados del siglo II a. C. Se estima que en el siglo II a. C., Delos tenía una población de alrededor de 25.000 habitantes.

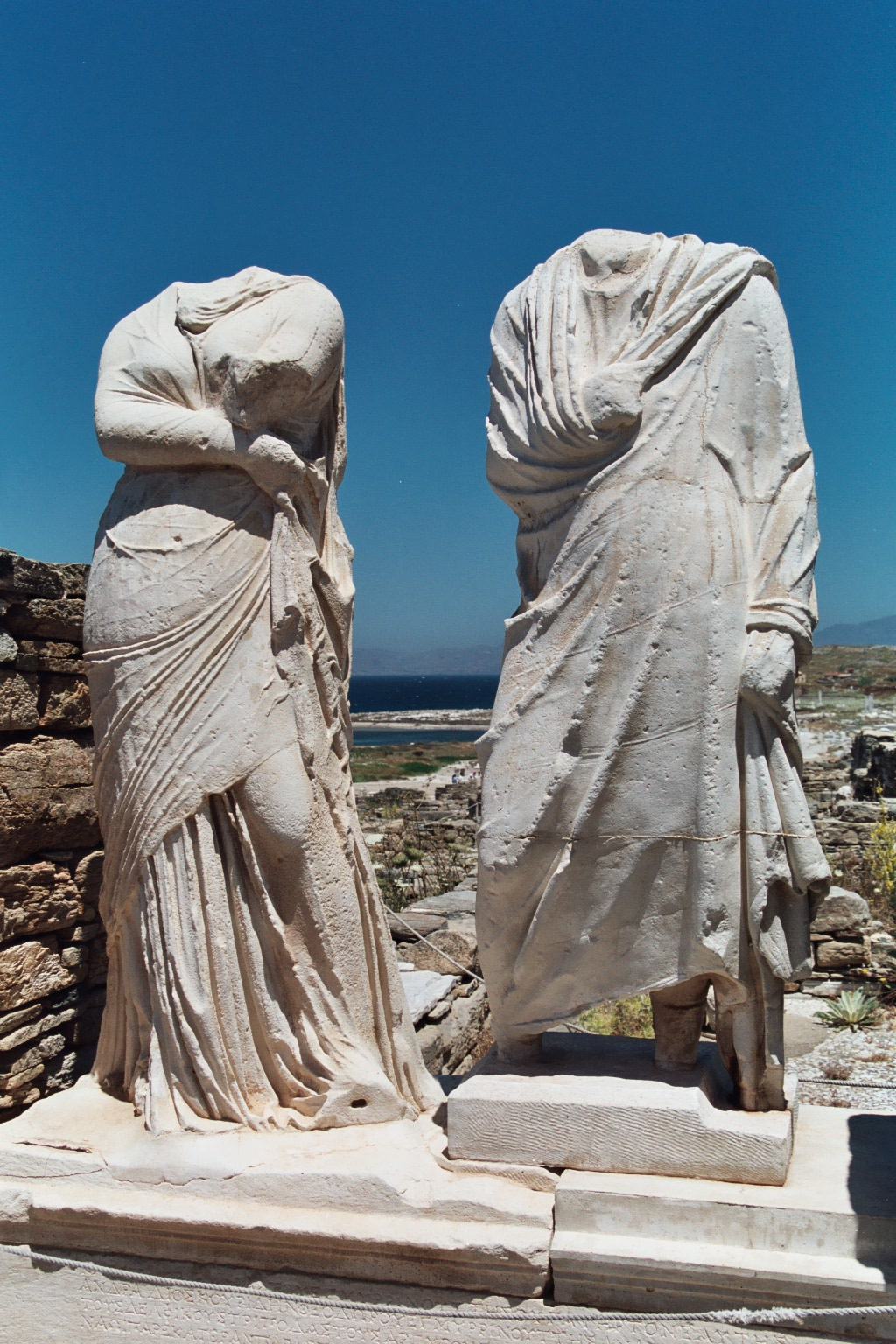
Estatuas de la "Casa de Cleopatra" en Delos.

El famoso "ágora de los italianos" era un inmenso mercado de esclavos. Las guerras entre los reinos helenísticos fueron la principal fuente de esclavos, así como los piratas (que se convertían en comerciantes al entrar en el puerto de Delos). Cuando Estrabón (XIV, 5, 2) se refiere a diez mil esclavos que se vendían cada día, quizá sea necesario añadir un matiz a esta afirmación, ya que el número podría ser la manera del autor de decir "muchos". Además, algunos de estos "esclavos" eran a veces prisioneros de guerra (o personas secuestradas por piratas) cuyo rescate se pagaba inmediatamente al desembarcar.
Esta prosperidad provocaba envidia y nuevas formas de "intercambios económicos": en 298 a. C., Delos pagó al menos 5000 dracmas a Rodas para conseguir protección contra la piratería; a mediados del siglo II a. C., los piratas etolios pidieron al mundo del Egeo negociar un monto que se pagaría a cambio de protección contra sus exacciones.

## Bajo el Imperio Romano y Bizantino

### Las Cícladas en la órbita romana
Las razones de Roma para intervenir en Grecia desde el siglo III a. C. son muchas: acudir en ayuda de las ciudades de Iliria; luchar contra Filipo V de Macedonia, cuya política naval preocupaba a Roma y que había sido un aliado de Aníbal; y ayudar a los adversarios de Macedonia en la región (Pérgamo, Rodas y la Liga Aquea). Después de su victoria en la batalla de Cinoscéfalas, Tito Quincio Flaminino proclamó la "liberación" de Grecia. También los intereses comerciales fueron un factor en la participación de Roma. Delos se convirtió en un puerto libre bajo control de la República Romana en el 167 a. C. Así, los comerciantes itálicos se enriquecieron, más o menos a expensas de Rodas y Corinto (finalmente destruida el mismo año de la destrucción de Cartago en el año 146 a. C.) La política de la ciudad griega, en el continente y en las islas, se mantuvo e incluso se desarrolló durante los primeros siglos del Imperio Romano.
Según algunos historiadores, las Cícladas se incluyeron en la provincia Romana de Asia en torno a 133-129 a. C.; otros las ubican en la provincia de Acaya, o al menos consideran que fueron divididos entre estas dos provincias. En todo caso las Cícladas no formaron parte definitivamente de la provincia de Asia hasta la época de Vespasiano y Domiciano.
En el 88 a. C., Mitrídates VI del Ponto, después de expulsar a los romanos de Asia Menor, dirigió su interés al Egeo. Su general Arquelao tomó Delos y la mayoría de las Cícladas, que confió a Atenas debido a que se había declarado a favor a Mitrídates. Sin embargo, Delos volvió a la órbita de los romanos y, como castigo, la isla fue devastada por las tropas de Mitrídates. Veinte años más tarde, fue destruida de nuevo por piratas que se beneficiaron de la inestabilidad de la zona. Las Cícladas, a continuación, experimentaron un período difícil. La derrota de Mitrídates por Sila, Lúculo y, después, por Pompeyo, devolvió el archipiélago al dominio de Roma. En el 67 a. C., Pompeyo consiguió la desaparición de la piratería que había surgido durante los conflictos. Dividió el Mediterráneo en trece regiones separadas, cada una bajo el mando de uno de sus legados. Marco Terencio Varrón Lúculo fue puesto a cargo de las Cícladas. Así, Pompeyo trajo la posibilidad de un comercio próspero para el archipiélago. Sin embargo, parece que el alto costo de la vida, las desigualdades sociales y la concentración de la riqueza (y el poder) hayan sido la regla de las Cícladas en la época romana, lo que conllevó abusos y descontento.
Augusto decidió que aquellos a quienes exiliaba solo podía residir en las islas situadas a más de 400 estadios (50 km) del continente. Entonces las Cícladas se convirtieron en lugares de exilio, principalmente Giaros, Amorgos y Serifos.
Vespasiano organizó el archipiélago de las Cícladas en una provincia romana. Bajo Diocleciano, existía una "provincia de las islas" que incluía a las Cícladas.
La cristianización parece haber ocurrido tempranamente en las Cícladas. Las catacumbas de Trypiti en Milos, únicas en el Egeo y en Grecia, de ejecución muy simple, así como la presencia de fuentes bautismales muy cercanas, confirman que existía una comunidad cristiana en la isla, al menos, desde el siglo III o IV.
Desde el siglo IV, las Cícladas volvieron a experimentar los estragos de la guerra. En 376, los godos saquearon el archipiélago.

### Período bizantino

#### Organización administrativa
Cuando el Imperio Romano se dividió, el control de las Cícladas pasó al Imperio bizantino, que las retuvo hasta el siglo XIII.
Al principio, la organización administrativa se basaba en pequeñas provincias. Durante el gobierno de Justiniano I, las Cícladas, Chipre y Caria , junto con Moesia Secunda (actual Bulgaria septentrional) y Escitia Menor (Dobruja), se reunieron bajo la autoridad del Quaestura exercitus establecido en Odeso (hoy Varna). Poco a poco, los themas se pusieron en marcha, a partir del reinado de Heraclio a principios del siglo VII. En el siglo X se estableció en el thema del mar Egeo; que incluía las Cícladas, las Espóradas, Quíos, Lesbos y Lemnos. De hecho, el thema del mar Egeo, en lugar de tropas, suministraba marineros a la marina imperial. Parece que más adelante, el control del gobierno central sobre las pequeñas entidades aisladas de las islas disminuyó lentamente: la defensa y la recaudación de impuestos se hicieron cada vez más difíciles. A principios del siglo XII, se habían vuelto imposibles; Constantinopla había renunciado así a mantenerlas.

#### Conflictos y migraciones en las islas

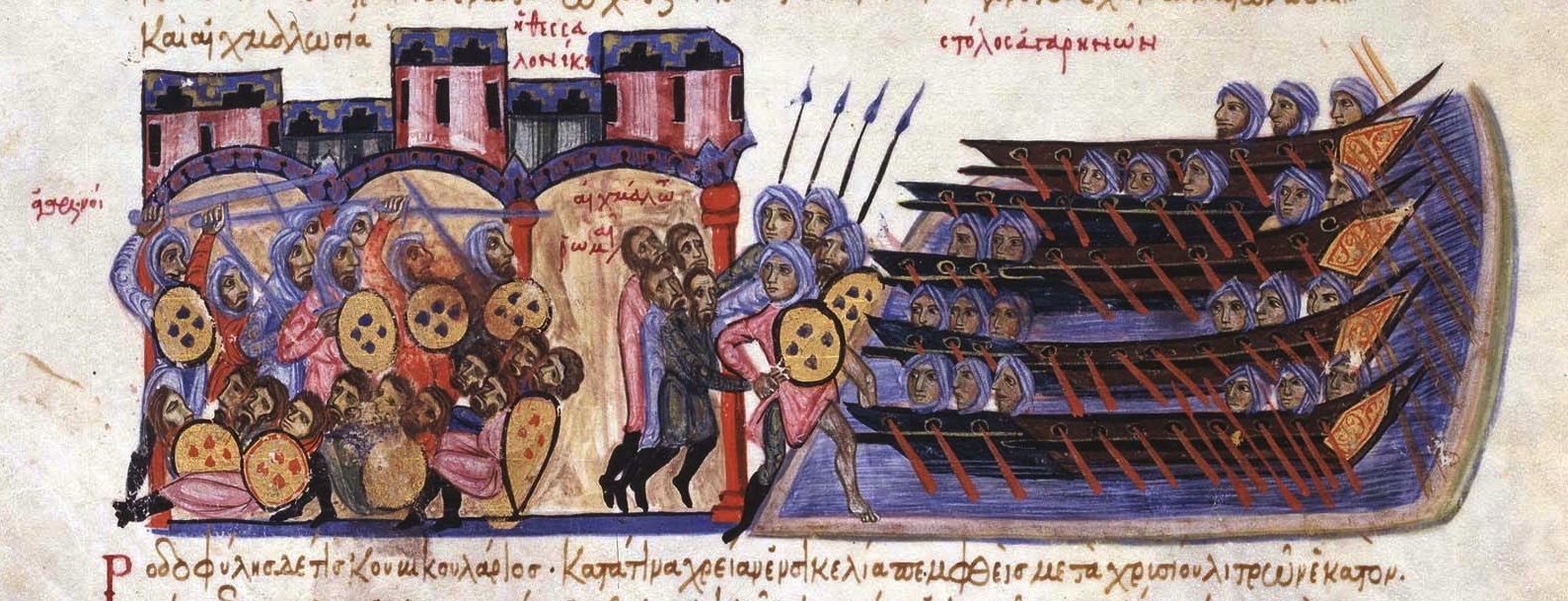
Saqueo de Tesalónica en 914, luego de este saqueo, la flota árabe saqueo las Cícladas. Ilustración del Skylitzes Matritensis.

En 727, las islas se sublevaron contra el emperador iconoclasta León, el Isaurio. Cosmas, que encabezó la rebelión, fue proclamado emperador, pero pereció mientras asediaba Constantinopla. León restableció su autoridad sobre las Cícladas enviando una flota que usó el fuego griego.
En 769, las islas fueron devastadas por los eslavos.
A principios del siglo IX, los sarracenos, que controlaban Creta desde 829, amenazaron las Cícladas y realizaron incursiones hostiles durante más de un siglo. Naxos tuvo que pagarles un tributo. Por lo tanto, las islas quedaron parcialmente despobladas: la Vida de San Theoktistos de Lesbos dice que Paros fue abandonado en el siglo IX y que allí solo se encontraban cazadores. Los piratas sarracenos de Creta, durante una incursión en Lesbos en 837, causaron estragos en Paros durante su viaje de regreso y allí intentaron saquear la iglesia de Panagia Ekatontapiliani; Nicetas, al servicio de León VI el Sabio, registró los daños. En 904, Andros, Naxos y otras islas de las Cícladas fueron saqueadas por una flota árabe que regresaba de Tesalónica, que acababa de saquear.
Fue durante este período del Imperio bizantino cuando las aldeas de la orilla del mar se abandonaron y sus habitantes se asentaron en terrenos más elevados: Lefkes en lugar de Parikiá en Paros o la meseta de Traghea en Naxos. Este movimiento, producto del peligro en las costas, tuvo efectos positivos. En las islas más grandes, las llanuras interiores eran fértiles y adecuadas para nuevos desarrollos. Así fue durante el siglo XI, cuando Paleópolis fue abandonado a favor de la llanura de Mesaria en Andros, donde se introdujo la cría de gusanos de seda, que aseguró la riqueza de la isla hasta el siglo XIX.

### Textos clásicos
| - Karl Baedeker, Greece. Handbook for Travellers., Baedeker, Leipzig, 1894. - James Theodore Bent, The Cyclades, or Life among the Insular Greeks., Longmans, Green and Co., London, 1885. - (en francés) Pierre Daru, Histoire de la République de Venise., Firmin Didot, 1820. - (en francés) Hervé Duchêne, Le Voyage en Grèce., coll. Bouquins, Robert Laffont, 2003. ISBN 2-221-08460-8 | - (en francés) Gustave Fougères, La Grèce, Guide Joanne, Hachette, 1911. - (en francés) André Grasset de Saint-Sauveur, Voyage historique, littéraire et pittoresque dans les isles et possessions ci-devant vénitiennes du Levant..., Tavernier, 1799. Read on Gallica - (en francés) Louis Lacroix, Îles de la Grèce., Firmin Didot, 1853. (ISBN 2-7196-0012-1 for the modern facsimile reissue) - (en francés) Joseph Pitton de Tournefort, Voyage d'un botaniste., vol. 1 L'Archipel grec., François Maspero, La Découverte, Paris, 1982. |

### Obras modernas

#### Historia general
| - An Index of Events in the military History of the Greek Nation, Hellenic Army General Staff, Army History Directorate, 1998. ISBN 960-7897-27-7 - Robin Barber, Greece, Blue Guide, London, 1988. ISBN 0-7136-2771-9 - Richard Clogg, A Concise History of Greece., Cambridge U.P., 1992. ISBN 0-521-37830-3 - (en francés) Georges Contogeorgis, Histoire de la Grèce, Coll. Nations d’Europe, Hatier, 1992. ISBN 2-218-03841-2 - (en francés) Yiannis Desypris, 777 superbes îles grecques., Toubi's, Athens, 1995. - (en francés) Georgios K. Giagakis, Tinos d'hier et aujourd'hui., Toubis, Athens, 1995. ISBN 960-7504-23-2 | - (en francés) Guide Bleu. Îles grecques., Hachette, 1998. ISBN 2-01-242640-9 - (en francés) Vasso Kourtara, Mykonos. Délos.,Toubi’s, Athens, 1995. ISBN 960-7504-26-7 - J. L. Myres, "The Islands of the Aegean.", The Geographical Journal, Vol. 97, No. 3, March 1941. - (en francés) Constantin Tsoucalas, La Grèce de l'indépendance aux colonels., Maspero, Paris, 1970 ISBN 0-14-052277-8 (for the original version in English). - (en francés) Apostolis Vacalopoulos, Histoire de la Grèce moderne., Horvath, 1975. ISBN 2-7171-0057-1 - C. M. Woodhouse, Modern Greece. A Short History., Faber and Faber, 1991. ISBN 0-571-19794-9. |

#### Prehistoria
- John F. Cherry et Jack L. Davis, "The Cyclades and the Greek Mainland in Late Cycladic I : the Evidence of the Pottery." in American Journal of Archeology., vol. 26, no. 3, July 1982.
- J. Lesley Fitton, Cycladic Art., British Museum Press, 1989. ISBN 0-7141-2160-6
- (en francés) René Treuil, Pascal Darcque, Jean-Claude Poursat, Gilles Touchais, Les Civilisations égéennes du Néolithique à l'Âge du Bronze., Nouvelle Clio, PUF, 1989. ISBN 2-13-042280-2

#### Antigüedad
| - (en francés) Marie-Claire Amouretti and Françoise Ruzé, Le Monde grec antique., Hachette, 1985. ISBN 2-01-007497-1 - (en francés) Claude Baurain, Les Grecs et la Méditerranée orientale. Des siècles obscurs à la fin de l'époque archaïque., Nouvelle Clio, PUF, 1997. ISBN 2-13-047993-6 - (en francés) Philippe Bruneau, Michèle Brunet, Alexandre Farnoux, Jean-Charles Moretti, Délos. Île sacrée et ville cosmopolite., CNRS Éditions, 1996. ISBN 2-271-05423-0 - Gary Reger, "The Public Purchase of Grain on Independent Delos", Classical Antiquity, vol. 12, no. 2, October 1993. | - (en francés) Andrew Erskine (ed.), Le Monde hellénistique. Espaces, sociétés, cultures. 323-31 av. J.-C., PUR, 2004. ISBN 2-86847-875-1 - (en francés) Roland Étienne, Ténos II. Ténos et les Cyclades du milieu du IVe siècle avant J.C. au milieu du IIIe siècle après J.C., BEFAR, De Boccard, 1990. - (en francés) Claude Mossé, La Grèce archaïque d'Homère à Eschyle., Points Seuil, 1984. ISBN 2-02-006944-X - (en francés) Yves Perrin et Thomas Bauzou, De la Cité à l'Empire : histoire de Rome., Ellipses, Universités - Histoire, 2004. ISBN 2-7298-1743-3 |

#### Imperio bizantino y ducado de Naxos
| - "Naxos" and "Paros" articles in Oxford Dictionary of Byzantium., Oxford U.P, 1991. The work contains no references for "Cyclades" or for the other islands. - Charles A. Frazee, The Island Princes of Greece. The Dukes of the Archipelago., Adolf M. Hakkert, Ámsterdam, 1988. ISBN 90-256-0948-1 - Paul Hetherington, The Greek Islands. Guide to the Byzantine and Medieval Buildings and their Art, London, 2001. ISBN 1-899163-68-9 - (en francés) Jean Longnon, L'Empire latin de Constantinople et la Principauté de Morée., Payot, 1949. | - (en francés) Élisabeth Malamut, Les îles de l'Empire byzantin, VIIIe-XIIe siècles, Byzantina Sorbonensia 8, Paris, 1988. ISBN 2-85944-164-6 - Miles, George C. (1964). «Byzantium and the Arabs: Relations in Crete and the Aegean Area». Dumbarton Oaks Papers 18. pp. 1-32. JSTOR 1291204. doi:10.2307/1291204. - (en francés) J. Slot, Archipelagus Turbatus. Les Cyclades entre colonisation latine et occupation ottomane. c.1500-1718., Publications de l'Institut historique-archéologique néerlandais de Stamboul, 1982. ISBN 90-6258-051-3 - (en francés) Stéphane Yerasimos, « Introduction » to J. Pitton de Tournefort's Voyage d'un botaniste., Maspero, 1982. ISBN 2-7071-1324-7 |

#### Imperio otomano y Grecia moderna
| - (en francés) Cédric Boissière, « Les Femmes de l'Égée vues par les voyageurs britanniques aux XVIIIe et XIXe siècles. », in L'Orient des femmes., Marie-Élise Palmier-Chatelain and Pauline Lavagne d'Ortigue, eds., ENS Éditions, 2002. ISBN 2-902126-93-X - (en francés) Cédric Boissière, « Mal de mer, pirates et cafards : les voyageurs britanniques dans l'Égée au XIXe siècle. », Actes du Colloque Seuils et Traverses II : Seuils et Traverses : Enjeux de l'écriture de voyage., 2002. ISBN 2-901737-55-2 - (en francés) Fernand Braudel, La Méditerranée et le monde méditerranéen à l'époque de Philippe II., A. Colin, 1996 edition, vol. 1: ISBN 2-200-37224-8, vol. 2: ISBN 2-200-37225-6 - James E. Collier, "Aluminum Industry of Europe", in Economic Geography, Vol. 22, No. 2, April 1946. | - Charles A. Frazee, "The Greek Catholic Islanders and the Revolution of 1821", East European Quarterly, vol. 13, no. 3, 1979. - Margaret E. Kenna, "The Social Organization of Exile: The Everyday Life of Political Exiles in the Cyclades in the 1930s", Journal of Modern Greek Studies., vol. 9, no. 1, May 1991. - Margaret E. Kenna, "Return Migrants and Tourism Development: An Example from the Cyclades", Journal of Modern Greek Studies, vol. 11, no. 1, May 1993. - Mark Mazower, Inside Hitler’s Greece. The Experience of Occupation. 1941-44., Yale U.P, 1993. ISBN 0-300-06552-3 - Joseph Slabey Roucek, « Economic Geography of Greece », Economic Geography, Vol. 11, No. 1, January 1935. |

- Datos: Q3137392
- Multimedia: Cyclades / Q3137392